# Merkenfritz
Merkenfritz ist ein Ortsteil der Gemeinde Hirzenhain im hessischen Wetteraukreis.

## Geographische Lage
Merkenfritz liegt im südlichen Vogelsberg zwischen dem Büdinger Wald und dem Oberwald am Merkenfritzbach, einem linken südlichen Zufluss der Nidder bei Hirzenhain. Die Gemarkungsfläche wird für 1961 mit 451 Hektar angegeben, davon 247 Hektar Wald.
Der Ort liegt nordöstlich der Kerngemeinde Hirzenhain. Die Ortskerne sind nur rund einen Kilometer voneinander entfernt. Neben der Kerngemeinde wird Merkenfritz umgeben von den Orten Steinberg im Norden, Gedern im Nordosten und Wenings im Südosten.

## Geschichte

### Ortsgeschichte
Die älteste bekannte urkundliche Erwähnung von Merkenfritz erfolge am 6. Oktober 1280 als Erkinfridis.
Die Statistisch-topographisch-historische Beschreibung des Großherzogthums Hessen berichtet 1830 über Merkenfritz:

„Merkenfritz (L. Bez. Büdingen) evangel. Filialdorf; liegt im Vogelsberg 3 1⁄2 St. von Büdingen und gehört dem Fürsten von Isenburg-Birstein, hat 32 Häuser und 217 Einwohner, die außer 1 Katholiken evangelisch sind, und unter welchen sich 15 Bauern, 7 Handwerker und 7 Taglöhner besfinden. Der Ort hat einen Eisenhammer und in der Nähe viele Mühlen. – Der frühere Namen war Erkin Fridiz. Das Dorf gehörte zum Schlosse Bracht, welches den Grafen von Weilnau zustand. Im Jahr 1826 hat der Fürst von Isenburg-Birstein die Justiz- und Polizei-Gerechtsame an den Staat abgetreten.“

Hessische Gebietsreform (1970–1977)
Im Zuge der Gebietsreform in Hessen fusionierten zum 1. Oktober 1971 die bis dahin selbständigen Gemeinden Hirzenhain und Merkenfritz zur erweiterten Gemeinde Hirzenhain. Als Sitz der Gemeindeverwaltung wurde der Ortsteil Hirzenhain bestimmt. Ortsbezirke nach der Hessischen Gemeindeordnung wurden nicht errichtet.

### Bevölkerung
Einwohnerentwicklung
| Merkenfritz: Einwohnerzahlen von 1834 bis 2022 | Merkenfritz: Einwohnerzahlen von 1834 bis 2022 | Merkenfritz: Einwohnerzahlen von 1834 bis 2022 | Merkenfritz: Einwohnerzahlen von 1834 bis 2022 | Merkenfritz: Einwohnerzahlen von 1834 bis 2022 |
| --- | ---------------------------------------------- | ---------------------------------------------- | ---------------------------------------------- | ---------------------------------------------- |
| Jahr |                                                |                                                |                                                | Einwohner                                      |
| 1834 | 1834                                           |                                                | 246                                            | 246                                            |
| 1840 | 1840                                           |                                                | 285                                            | 285                                            |
| 1846 | 1846                                           |                                                | 293                                            | 293                                            |
| 1852 | 1852                                           |                                                | 264                                            | 264                                            |
| 1858 | 1858                                           |                                                | 275                                            | 275                                            |
| 1864 | 1864                                           |                                                | 292                                            | 292                                            |
| 1871 | 1871                                           |                                                | 311                                            | 311                                            |
| 1875 | 1875                                           |                                                | 319                                            | 319                                            |
| 1885 | 1885                                           |                                                | 321                                            | 321                                            |
| 1895 | 1895                                           |                                                | 344                                            | 344                                            |
| 1905 | 1905                                           |                                                | 389                                            | 389                                            |
| 1910 | 1910                                           |                                                | 416                                            | 416                                            |
| 1925 | 1925                                           |                                                | 470                                            | 470                                            |
| 1939 | 1939                                           |                                                | 462                                            | 462                                            |
| 1946 | 1946                                           |                                                | 690                                            | 690                                            |
| 1950 | 1950                                           |                                                | 657                                            | 657                                            |
| 1956 | 1956                                           |                                                | 661                                            | 661                                            |
| 1961 | 1961                                           |                                                | 641                                            | 641                                            |
| 1967 | 1967                                           |                                                | 665                                            | 665                                            |
| 1980 | 1980                                           |                                                | ?                                              | ?                                              |
| 1990 | 1990                                           |                                                | ?                                              | ?                                              |
| 2000 | 2000                                           |                                                | ?                                              | ?                                              |
| 2011 | 2011                                           |                                                | 789                                            | 789                                            |
| 2022 | 2022                                           |                                                | 812                                            | 812                                            |
| Datenquelle: Historisches Gemeindeverzeichnis für Hessen: Die Bevölkerung der Gemeinden 1834 bis 1967. Wiesbaden: Hessisches Statistisches Landesamt, 1968. Weitere Quellen: LAGIS; Zensus 2011; 2022 |                                                |                                                |                                                |                                                |

Einwohnerstruktur 2011
Nach den Erhebungen des Zensus 2011 lebten am Stichtag dem 9. Mai 2011 in Merkenfritz 789 Einwohner. Darunter waren 33 (4,2 %) Ausländer.
Nach dem Lebensalter waren 183 Einwohner unter 18 Jahren, 318 waren zwischen 18 und 49, 204 zwischen 50 und 64 und 141 Einwohner waren älter. Die Einwohner lebten in 354 Haushalten. Davon waren 105 Singlehaushalte, 93 Paare ohne Kinder und 117 Paare mit Kindern, sowie 30 Alleinerziehende und 9 Wohngemeinschaften. In 63 Haushalten lebten ausschließlich Senioren und in 237 Haushaltungen leben keine Senioren.
Religionszugehörigkeit
| • 1829: | 215 evangelische, ein katholischer Einwohner                      |
| • 1961: | 425 evangelische (= 89,85 %), 43 katholische (= 9,09 %) Einwohner |

## Kulturdenkmäler
Siehe: Liste der Kulturdenkmäler in Merkenfritz

## Wirtschaft und Infrastruktur
Im Merkenfritzer Tal führt die Bundesstraße 275 als Gederner Straße durch den Ort von Lauterbach (Hessen) und Gedern im Nordosten nach Ortenberg und Friedberg (Hessen) im Westen. Von der Gederner Straße zweigt am oberen Ortsende die Landesstraße L 3185 nach Norden ab und in der Ortslage die Kreisstraße K 215 als Mühlstraße und weiter als Borngasse nach Südosten.
Zu Merkenfritz gehörten zeitweise bis zu sieben Mühlen. In der 1680 erbauten Henkelsmühle wurde bis 2019 eine Gaststätte betrieben.
Im Ort gibt es das Märchenland Merkenfritz und eine Haltestelle der Vulkan-Express-Busse. Der Vulkanradweg führt auf der Trasse der ehemaligen Oberwaldbahn am Ortsrand vorbei.